# Моравска област
Моравска област је била административна јединица Краљевине Срба, Хрвата и Словенаца.

## Географија
Моравска област обухвата средишњи дио сјеверне Србије. Висока је на истоку, сјевероистоку, југу и југозападу. Колко се иде средини висине опадају, и ту је ниско и равно Поморавље. Главније реке су: Морава, која тече средином области. Моравни притоци су с десне стране: Црница, Раваница и Ресава; с леве: Белица, Лугомир и Каленићка Река. У области су мање целине: Ресава, Белица, Левач и Темнић.

## Привреда
Моравска област је богата рудним благом (Сењски Рудник, Равна Река и др.).
Долином Мораве, од Сталића до Лапова, кроз област иде главна железничка пруга. Од ње се, код Параћина одваја један крак (уски колосјек) за Зајечара, а од Ћуприје други, опет уског колосјека, за Сењски Рудник и Равну Реку.
Занимање становништа је земљорадња и сточарство. У Поморављу особито успева кукуруз.

## Административна подела
Област је садржавала срезове:
- Белички (Јагодина)
- Деспотовачки
- Левачки (Рековац)
- Параћински
- Ресавски (Свилајнац)
- Темнићски (Варварин)

## Главна насеља
- Јагодина
- Параћин
- Свилајнац
- Варварин
- Рековац
- Деспотовац

## Велики жупани
- Светолик Здравковић од 1927.
- Васа Алексић до 1927.[2]
- Добрица Матковић новембар 1925.г.